# Lubombo Transfrontier Conservation Area
Lubombo Transfrontier Conservation Area er et område i det sydlige Afrika der omfatter områder i Sydafrikas KwaZulu-Natal provins, det sydlige Mozambique og Swaziland. Det er organisationen Peace Park Foundations mål at danne et netværk af områder på tværs af grænserne i det sydlige Afrika, hvor dyrelivet kan passere frit i nationalparker.

## Overblik
The Lubombo Transfrontier Conservation Area omfatter et område på 4.195 km², hvoraf de 2.783 km² (66%) er beliggende i Mozambique,  1.095 km² (26%) i Sydafrika og 317 km² (8%) i Swaziland. Området er beliggende på en lavtliggende slette mellem Lebombo Mountains mod vest og det Indiske Ocean mod øst. Området omfatter en unik kombination af habitater for storvildt, omfattende vådområder og smukke kyststrækninger. Området forbinder Maputo Elephant Reserve i Mozambique og Tembe Elephant Park i Sydafrika gennem Futi Corridor og Lubombo Conservancy i Swaziland, hvorved der skabes det første større habitat for elefanter ved Afrikas østkyst.

## Maputo Elephant Reserve
Området Maputo Special Reserve, der omfatter 1.040 km² er beliggende i den sydligste del af Mozambique, 79 km syd for Maputo. Området afgrænses i øst af det Indiske Ocean og mod vest af Rio Maputo.
Før borgerkrigen i Mozambique i 1975 blev et stort antal vildt, herunder 65 hvide næsehorn, flyttet hertil fra Umfolozi Game Reserve i Kwazulu Natal i Sydafrika. Kun et par hundrede elefanter og ingen næsehorn overlevede den 14 år lange borgerkrig.
Den nuværende population af elefanter i området er i dag truet af planerne om etablering af en havn og et større industriområde i Techobanine i reservatet. Nyhedsbureauet Macauhub News Agency rapporterede den 18 juli 2012, at der ville blive gennemført et offentligt udbud til udvælgelsen af en virksomhed til gennemførelse af en undersøgelse om økonomien i anlæg af en dybvandshavn i Techobanine. Mozambiques transport- og kommunikationsminister, Paulo Zucula, oplyste, at der er lagt en plan for anlæg af havnen og at planen ville blive forelagt landets ministerråd. Den nye havn er planlagt at omfatte et areal på 30.000 hektar og et yderligere areal på 11.000 hektares for anden industriel udvikling. Havnen skal have en kapacitet på 200 million tons gods. Regionen Techobanine er beliggende 70 km fra Maputo og 20 km nord for Ponta do Ouro.

## Tembe Elephant Park
Tembe Elephant Park er beliggende i Maputaland i den nordøstlige region KwaZulu-Natal i Sydafrika langs grænsen til Mozambique. Parken er hjemsted for den største flok af afrikanske elefanter. Tembe Elephant Part dækker 300 km² og indeholder områder med sandskove, skov, savanne og sumpe.

## The Greater St. Lucia Wetland Park
The Greater St Lucia Wetland Park er en del af Ponta do Ouro-Kosi Bay Transfrontier Conservation Area, der blev udpeget til verdensarvsområde i november 1999. Området er det største æstuarium i Afrika om omfatter den sydligste forlængelse af koralrev på kontinentet. Der er planer om at udstrække den nuværende verdensarvområde nordpå for at omfatte havområderne.

## Lubombo Conservancy
Lubombo Conservancy er beliggende i Lubombo-regionen i den nordøstlige del af Swaziland. Dette beskyttede områder dækker 600 km² og omfatter Hlane Royal National Park, Mlawula Nature Reserve, Shewula Community Nature Reserve, Mbuluzi Game Reserve, Nkhalashane Siza Ranch og Inyoni Yami Swaziland Irrigation Scheme (også kaldet IYSIS).

## Eksterne links
- Peace Parks Foundation’s hjemmeside
- Conservation website
- KwaZulu-Natal Provincial Government hjemmeside Arkiveret 22. december 2007 hos  Wayback Machine
- Ezemvelo KZN Wildlife
- Swaziland National Trust Commission Arkiveret 7. maj 2009 hos  Wayback Machine
- ACTF Arkiveret 22. juli 2011 hos  Wayback Machine

26°15′S 31°53′Ø / 26.25°S 31.88°Ø